# Бирлесу
Бирлесу (каз. Бірлесу) — село в Келесском районе Туркестанской области Казахстана. Административный центр Жузумдикского сельского округа. Код КАТО — 515459100.

## Население
В 1999 году население села составляло 78 человек (46 мужчин и 32 женщины). По данным переписи 2009 года, в селе проживали 63 человека (34 мужчины и 29 женщин).